# Ракетний удар по Краматорську 27 червня 2023 року
Ракетний удар по Краматорську — терористична атака ЗС росії проти цивільних людей о 19:29 у вівторок, 27 червня 2023 року, які знаходилися в кафе «RIA» в центрі міста. Внаслідок ракетного удару загинуло 13 людей, серед них 4 дитини, 59 людей було поранено. Друга ракета влучила у приватний сектор мікрорайону Біленьке, поранені 5 місцевих мешканців.

## Перебіг подій
Піцерія «Ria Pizza» були одним із найпопулярніших розважальних закладів Краматорська, де частими відвідувачами, окрім місцевих жителів, були іноземні журналісти та гуманітарні працівники, а також українські військові, які дислокувалися поблизу, та ті, що поверталися з фронту. На момент удару ресторан був переповнений військовими та цивільними (близько 100 осіб), а в одній із зал був бенкет на 45 осіб. Відстань до лінії бойового зіткнення менше 25 км.
В момент удару сигнал повітряної тривоги у Донецькій області не оголошували. Востаннє сирена звучала у проміжок часу 18:00 — 19:14 та одразу після вибуху 19:35 — 21:27.
Генпрокурор України Андрій Костін повідомив, що росіяни обстріляли Краматорськ ракетами «Іскандер-М».

### Жертви
Працівники піцерії:
1. Андрійчук Катерина Андріївна,  2004 року народження (18 років, кухарка)
2. Башкєєва Зоряна Валеріївна,  1999 року народження (24 роки, офіціантка)
3. Головченко Євгенія Олександрівна, народилася  грудня 2005 (17 років, сушистка)
4. Долгопол Микита Валентинович, народився 25 квітня 1999 (24 роки, старший кухар)
5. Захаров Роман Русланович (20 років, офіціант)
6. Сімоннік Валерія Русланівна, народилася 23 серпня 2005 (17 років, сушистка)
7. Тіторук Артур Володимирович,  1994 року народження (28 років, адміністратор)

Відвідувачі піцерії:
1. Сестри-близнючки Юлія та Ганна Аксенченко, народилися 4 вересня 2008 (14 років, школярі)
2. Амеліна Вікторія Юріївна, народилися 1 січня 1986 (37 років, письменниця)[16]
3. Орловський Артур (30 років, підприємець)
4. Суховій Артем Олегович (22 роки, бойовий парамедик 1 ШБ 3 ОШБр)[17]
5. Ян Торторічі, позивний «Френк» (23 роки, доброволець Інтернаціонального легіону, колишній морський піхотинець США)[18]

З 30 червня по 2 липня у місті оголошено жалобу за загиблими від ракетного удару Росії по кафе-піцерії. Водночас, не зважаючи на трагедію, розважальні заклади міста продовжують працювати і надалі.
1 липня від ран померла письменниця Вікторія Амеліна, яка була поранена під час цього ракетного удару по ресторану в Краматорську.

## Розслідування
28 червня контррозвідка СБУ затримала агента спецслужб РФ, який скоригував російський ракетний удар по кафе у центрі Краматорська напередодні. Ним виявився 57-річний місцевий мешканець, уродженець Краматорська, ветеран-афганець, людина з вищою освітою та позитивною офіційною біографією Володимир Синельник (нар. 7 листопада 1965), який незадовго до теракту записав відео про розміщення авто з військовими номерами біля піцерії, й надіслав його через Telegram представнику спецслужб Росії. 27 червня о 15:00 Синельник отримав від свого «друга Артура», члена «ДНР», завдання зафіксувати місцезнаходження українських військових у Краматорську; о 17:00 зловмисник обійшов навколо готелю і кафе, зняв відео, відправив і потім його видалив.
З «другом Артуром» корегувальник познайомився у 1980-х, коли проходив службу в Афганістані. У 2014 році, коли російські бойовики без розпізнавальних знаків, які використали масові заворушення та на деякий час захопити ключові адмінбудівлі міста, так званий «друг Артур» завербував його до співпраці з російськими спецслужбами. Зловмисник погодився на пропозицію негласної співпраці через свої проросійські переконання. За вказівками кураторів «законсервований» агент збирав розвіддані про дислокацію, переміщення та озброєння Сил оборони України у Краматорську і Слов'янську. Йому загрожує довічне ув'язнення. Стосовно навідника завершили досудове розслідування.
У грудні справу коригувальника російського удару передали до суду.

## Заяви органів влади Росії
Міністерство оборони РФ у своєму Telegram-каналі 28 червня 2023 року заявило, що «у місті Краматорськ донецької народної республіки вражено пункт тимчасової дислокації командного складу 56 мотопіхотної бригади ЗСУ». Пізніше МО РФ заявило, що «за уточненою інформацією, внаслідок високоточного удару 27-го червня у місті Краматорськ донецької народної республіки за пунктом тимчасової дислокації 56-ї окремої мотопіхотної бригади ЗСУ знищено двох генералів, що брали участь у штабній нараді, до 50-ти офіцерів збройних сил України, а також 20 іноземних найманців та військових радників».
Прессекретар президента Росії Дмитро Пєсков заявив, що «Російська Федерація не завдає ударів по цивільній інфраструктурі. Удари завдаються по об'єктах, які так чи інакше пов'язані з військовою інфраструктурою».

## Реакція

Стихійний меморіал на місці ракетного удару, 5 серпня 2023 (40 днів після трагедії)

Президент Зеленський назвав ракетний удар «черговим терористичним актом». Він заявив, що Росія заслуговує лише на «поразку й трибунал, справедливі та законні суди проти всіх російських убивць і терористів».
Президент США Джо Байден засудив ракетний удар і заявив, що Путін став «вигнанцем у всьому світі».
Деніз Браун, Координаторка з гуманітарних питань ООН в Україні, виступила із заявою, в якій описала напад як «ще один приклад того, яких невиправданих страждань завдає російське вторгнення народові України. Міжнародне гуманітарне право захищає цивільне населення та цивільну інфраструктуру, і необхідно зробити все можливе, щоб мінімізувати або уникнути шкоди цивільному населенню, в тому числі шляхом верифікації цілей».
Президент Колумбії Густаво Петро відреагував на ракетний удар по піцерії у Краматорську, засудивши поранення трьох громадян своєї країни. Він наголосив, що Росія порушує закони ведення війни, атакуючи цивільних.
Росія напала на трьох беззахисних громадян Колумбії. Тим самим порушує закони війни. МЗС має вручити дипломатичну ноту протесту. Ми очікуємо цілими й неушкодженими повернення до своїх домівок Серхіо, Ектора й Каталіни.
Франція рішуче засуджує ракетну атаку по ресторану в Краматорську.
«Росія вкотре навмисно обстріляла об'єкти цивільної інфраструктури, грубо порушивши міжнародне гуманітарне право, цілячись у місце відпочинку, де українське населення намагалося трохи відпочити від страждань, завданих російською агресією», — зазначено в заяві МЗС Франції.